# Kar de Mumma
Kar de Mumma (14 de agosto de 1904-7 de julio de 1997) fue un autor, escritor de revistas y columnista de nacionalidad sueca. Es conocido por las revistas anuales escritas y producidas por él, las Kar de Mumma-revyn, entre los años 1955 y 1977, así como por las columnas que escribió en el periódico Svenska Dagbladet desde el año 1922 hasta poco antes de su muerte.

## Biografía
Su verdadero nombre era Erik Harald Zetterström, y nació en Estocolmo, Suecia, siendo su padre el humorista y escritor Hasse Zetterström. Su hijo fue el escritor y columnista Carl Zetterström. De Mumma estuvo casado con la cantante y actriz Margit Rosengren entre 1929 y 1942, y con la periodista Marianne Zetterström a partir de 1943.

### Pseudónimo y obra escrita
Su pseudónimo literario da una idea del ambiente de clase alta en el cual de Mumma nació y vivió en el barrio de Östermalm, en Estocolmo. Sin embargo, su humor, aunque algo conservador, tenía un carácter humano y levemente satírico accesible a todos los públicos. 
Kar de Mumma escribió en 1922 su primer libro, På min pappas gata. Escribió más de 90 libros diferentes, la mayoría recopilaciones de sus columnas, pero también novelas y autobiografías. Sus dos libros más conocidos fueron Två år i varje klass (1923) y Sigge Nilsson och jag (1926), de temática juvenil y adaptados a la pantalla en 1938. 
Kar de Mumma fue columnista del periódico Svenska Dagbladet. Su primera colaboración, På ett litet konditori, se publicó en 1922. Escribió más de 20.000 colaboraciones en la prensa hasta poco antes de su muerte, la mayoría recopilada en diferentes libros. Sus colecciones de columnas tenían títulos  que a menudo aludían a temas de actualidad, como fue el caso de Svenskarna och deras pjattar (1942) y Tant Signe åker rullbräda (1978). 

### Revistas
Kar de Mumma soñaba convertirse en actor, y llegó a hacer varios pequeños papeles cinematográficos, el primero de ellos en los años 1920. Sin embargo, finalmente decidió dedicarse a escribir para el teatro. Su primer número apareció en una revista interpretada por Ernst Rolf en 1926, y su primera revista, escrita junto a Karl-Ewert Christenson en 1929, fue Stockholm-Motala. Posteriormente escribió piezas para los teatros Folkan, Södra Teatern y Blancheteatern. Escribió también la letra de varias revistas de Karl Gerhard. Sin embargo, a partir del año 1937 escribió y produjo sus propias revistas, las cuales se representaron primero en el Blancheteatern y después en el Folkan. 
Su capacidad para adoptar los textos a la personalidad de cada actor quedó demostrada en los números clásicos que escribió para los principales actores de revista de la época. Entre esos números pueden señalarse Den ensamma hunden para Fridolf Rhudin, Härliga tider, strålande tider para Thor Modéen y los diferentes monólogos escritos para el personaje cómico encarnado por Stig Järrel, Fibban Karlsson.
Las Kar de Mumma-revyn representadas en el Folkan entre los años 1955 y 1978 llegaron a ser una institución de la vida nocturna de Estocolmo. También escribió textos, números y canciones para artistas como Ulf Peder Olrog, Gösta Rybrant, Alf Henrikson y Caj Lundgren. Otros intérpretes relacionados con sus revistas fueron Douglas Håge, Hjördis Petterson, Annalisa Ericson, Lars Ekborg y Inga Gill, entre otros. Gran parte de sus revistas fueron dirigidas por Leif Amble-Næss y Hasse Ekman. 
Además de su actividad en la revista, en los años 1950 protagonizó junto a Sickan Carlsson el programa radiofóncio Sickan och Kar de Mumma, de emisión semanal.
Kar de Mumma falleció en 1997 en Estocolmo, Suecia. Fu enterrado en el cementerio de la Iglesia Utö, en Haninge.

## Escritos
- På min pappas gata 1922
- Två år i varje klass 1923
- 13 på dussinet 1924
- Mitt i jazzen. En bok om ungdom 1924
- Ett shinglat hjärta 1925
- Utan Licens 1925
- Flickan som jazzade på brödet 1926
- Sigge Nilsson och jag 1926
- Den tankspridde dansprofessorn 1927
- Hela Sveriges lilla fästmö 1927
- Mitt namn är Alexander Jönsson 1929
- Den stora leksaken – En bilbok för alla 1929
- Kameliafröken 1930
- A la carte 1931
- Collection Kar de Mumma 1932
- Fridolf Rhudins skrattkammare 1932
- Husses älskling m. fl. 1934
- Idealflickan och andra pojkar 1933
- Storvulna sketcher 1935
- Alla tiders Kar de Mumma sketcher 1936
- Hm, sade Kar de Mumma 1936
- Svenskarna och deras pjattar 1942
- Bibi går till filmen 1943
- Glada kvällar med Kar de Mumma 1943
- Hildur är mitt öde 1943
- Älsklingar på vågen 1943
- Jitterbuggare och andra olyckor 1944
- Alla tider äro bra 1945
- Fru Jansson lägger stjärna 1945
- Kar de Mummas Julbord 1945
- Rospiggen 1945
- Skratt vid källan 1945
- Faderskapets kval och lycka 1946
- Det fullfjädrade äktenskapet 1947
- Det glada tjoet 1948
- Fina fisken 1949
- Hjärtats nyckel heter säng 1949
- Kurr, sa värdinnan 1949
- Livat på landet 1949
- Pappas älskling 1949
- En herre för mycket 1950
- Pappa i trotsåldern 1950
- Mamma tar priset 1951
- Pappa går köksvägen 1952
- Istället för blommor 1953
- Josefin och hennes bröder 1953
- Prinsessa blir gift 1954
- Det ska vara ett hjärta i år 1955
- Alla dom andra killarna 1956
- Lilla stjärna där 1956
- Prinsessornas hopkok 1957
- Wipperud i skottgluggen 1957
- Gladlynt flicka sökes 1958
- Ingen brud för Karlsson 1959
- Tolv novelletter 1959
- Humoristens pojke 1960
- En förtjusande pappa 1961
- Killarna på Jungfrugatan 1961
- Jag minns min gröna ungdom 1962
- Kar de Mummas Bästa blandning 1962
- Charmören 1963
- Mitt arma liv 1964
- Kärlek utan sex 1965
- Ingen snäll bok alls 1966
- Hör du oss, Svea? 1967
- Vi ses igen 1968
- Någonstans i Sverige 1969
- Rapport från en ishink 1970
- På skriftställarens tid 1971
- Fibbans bästa monologer 1972
- Människor som mött mig 1972
- Sigge Nilsson och jag 1972
- Kar de Mummas Magasin 1973
- Det glada 70-talet 1974
- Kar de Mummas kryddade 1975
- Mord på apotek: Ingen deckare alls 1975
- Lika glad ändå 1976
- Ett år i varje klass 1977
- Tant Signe åker rullbräda 1978
- Flanör i öst och väst 1979
- Kar de Mummas Glada Minnen 1979
- Det glada 80-talet 1980
- Kar de Mumma På jaktstigen 1980
- Det finns inga elaka barnbarn 1981
- En dag med Kar de Mumma 1981
- Här är min bok 1982
- Livet börjar vid Åttio 1983
- Kar de Mumma minns 1984
- Med hjärtlig hälsning från Kar de Mumma 1984
- Kar de Mummas Bästa sketcher och monologer 1985
- Ni är placerad i kö 1985
- Ha en bra jul 1986
- Vinterprataren 1987
- Dagarnas Kar de Mumma 1988
- Kar de Mummas Rekordbok 1989
- Har vi inte setts förut? 1990
- Innan jag glömmer 1992
- På unga gamla dar 1993
- Kar de Mummas jubelbok 1994

## Filmografía

### Actor
- 1920 : Trollsländan
- 1926 : Flickorna på Solvik
- 1926 : Flickan i frack
- 1964 : Svenska bilder
- 1971 : Äppelkriget
- 1972 : Mannen som slutade röka
- 1972 : Anderssonskans Kalle
- 1975 : Släpp fångarne loss, det är vår!
- 1976 : Kar de Mummas julblandning
- 1981 : Sopor

### Guionista
- 1932 : Ett skepp kommer lastat
- 1956 : Syndare i filmparadiset